# Херодот Олинтски
Херодот Олинтски (на старогръцки: Ηρόδοτος ο Ολύνθιος) е древногръцки скулптор от IV век пр. Хр.
Херодот произхожда от халкидическия град Олинт. Съвременник е на Праксител. Прави статуии на Фирне и други куртизанки.